# Paul Vergara
Paul Vergara, né le 10 avril 1883 à Marseille et mort le 17 avril 1965 à Paris, est un pasteur protestant français. Il est distingué comme Juste parmi les nations, ainsi que son épouse Marcelle Vergara, pour leur action de sauvetage de Juifs pendant la Seconde Guerre mondiale. Il exerce son ministère à l'Église réformée de l'Oratoire du Louvre à Paris de 1922 à 1954.

## Histoire
Gilbert Paul Vergara naît le 10 avril 1883 à Marseille dans une famille protestante franco-suisse. Il est le second fils de Pierre Paul Vergara et de Lisette, née Schopfer, qui ont six enfants. Après le divorce de ses parents, il grandit en Suisse.
Paul Vergara étudie à la faculté de théologie protestante de Paris et à l'université de St Andrews, en Écosse. Il fréquente Jacques Maritain et Charles Péguy. Sa thèse de fin d'étude porte sur « La "Nouvelle théologie" du Rév. R. J. Campbell ». En 1909, il est consacré pasteur au sein de l'Église réformée de France. Il exerce son ministère à Pouzauges, en Vendée, de 1909 à 1919.
Il épouse le 22 février 1910 à Paris Marcelle Amélie Georgina Louise Roberty, née à Lyon le 27 août 1885 et fille de Jules-Émile Roberty, pasteur à l'Oratoire du Louvre de 1891 à 1925 et de son épouse Marcelline Jeanne, née Illaire. Paul et Marcelle Vergara ont sept enfants.
Paul Vergara et aumônier militaire pendant la Première Guerre mondiale. Il reçoit la croix de guerre 1914-1918.
En 1919, il devient responsable de l’œuvre sociale de l'Oratoire du Louvre auprès des Halles de Paris, « La Clairière », rue Greneta, aujourd'hui association membre du Centre d'action sociale protestant (CASP),. En 1922, il est pasteur auxiliaire de la paroisse de l'Oratoire, puis titulaire de 1927 jusqu'en 1954.
Pendant la Seconde Guerre mondiale, Paul Vergara prêche explicitement en chaire la résistance spirituelle au nazisme, au côté des deux autres pasteurs de l'Oratoire, Gustave Vidal et André-Numa Bertrand, lequel est par ailleurs vice-président de la Fédération protestante de France en zone occupée,. Avec l’aide de paroissiens et de l'assistante sociale de La Clairière, Marcelle Guillemot, il monte un réseau d’évasion d’enfants juifs. Le couple Vergara héberge des enfants juifs et procure de faux papiers d’identité à des Juifs pourchassés. En février 1943, ils parviennent à sauver 63 enfants, avec l'aide de paroissiens de l'Oratoire et d'éclaireuses unionistes. Il est en contact étroit avec Suzanne Spaak, résistante belge exécutée par les Allemands en août 1944. Le pasteur Vergara préside ses obsèques,,.
La Clairière devient une adresse du secrétariat de la zone Nord du Conseil national de la Résistance (CNR) alors dirigé par Daniel Cordier, tandis que Jean Moulin dirige le secrétariat de la zone Sud. La sœur de l’un des adjoints de Cordier, Hugues Limonti, est l’amie de Marcelle Guillemot et organise une rencontre entre Daniel Cordier et Paul Vergara. Celui-ci accepte immédiatement de mettre la Clairière au service du CNR. Elle devient une boîte aux lettres de premier ordre, reçoit postes émetteurs et récepteurs, journaux clandestins, courriers, armes, et est un endroit de réunion de dirigeants du CNR.
Le 17 février 1943, dénoncé par son concierge, Paul Vergara échappe de peu à l’arrestation. Il se cache dans un premier temps à Asnières, puis à Amiens, réussit à passer en Suisse, et se réfugie à L'Étivaz, dans le canton de Vaud, où les Vergara ont un chalet. Mais il n’en est pas de même des autres membres de sa famille : son épouse Marcelle et leur fille Sylvie sont internées 6 mois à la prison de Fresnes. Leur fils Sylvain est déporté au camp de Neue Bremm puis à Buchenwald, mention Nacht und Nebel. Il a alors 17 ans. Leur gendre Jacques Bruston, époux d’Éliane, et membre du réseau Comète, est déporté au camp de concentration de Mauthausen et exécuté en 1944. Éliane, agent de liaison des FFI, transporte des messages à vélo.
Après la guerre, le pasteur Vergara, son épouse et Marcelle Guillemot reçoivent la médaille des Juste parmi les nations du mémorial Yad Vashem. Paul Vergara est décoré de la Légion d’honneur. Par décret du 11 mars 1947, il reçoit, ainsi que Marcelle Guillemot, la médaille de la Résistance. Son fils Sylvain Vergara est titulaire de la croix de guerre avec citation, de la médaille de la Résistance et de la médaille des Déportés. Leur fille Eliane Bruston reçoit la médaille de la Résistance.
Le pasteur Paul Vergara poursuit son engagement à la Ligue internationale contre l'antisémitisme (LICA, futur LICRA). Il participe aux congrès et est élu au comité central puis au comité d'honneur en 1962,,,.

## Décorations
- Chevalier de la Légion d'honneur
- Croix de guerre 1914–1918
- Médaille de la Résistance française

## Hommages
Depuis février 2025, la place Paul-et-Marcelle-Vergara est une place du 1er arrondissement de Paris en hommage à lui et sa femme.

## Ouvrages
- Paul Vergara, André-Numa Bertrand et Pierre Lestringant, L'affirmation protestante, Paris, Fischbacher, 22 mars 2002 (EAN 9782717901504, BNF 36969640).
- Paul Vergara, André-Numa Bertrand et Gustave Vidal, Voix chrétiennes dans la tourmente : sermons prêchés en 1940-1944 à l'église de l'Oratoire du Louvre, Paris, Église réformée de l'Oratoire, 1945, 192 p. (EAN 9782717901504, BNF 31572929).